# كلود باوتشر
كلود باوتشر هو سياسي كندي، ولد في 2 سبتمبر 1942. انتخب عضو الجمعية الوطنية في كيبك ‏.